# Кузьмичёв, Сергей Фёдорович
Серге́й Фёдорович Кузьмичёв (1908—1989) — начальник 9-го Управления МВД СССР, генерал-майор (1945).

## Биография
Служил в личной охране И. В. Сталина с 1932. В 1944 заместитель начальника 1-го отдела 6-го управления НКГБ СССР. С 15 апреля до 25 декабря 1946 являлся заместителем, затем до 17 сентября 1948 начальником Управления охраны № 1 ГУО МГБ СССР., комендант «ближней дачи» Сталина.
В июне 1947 направлен на учёбу в Высшую школу МГБ СССР. В 1948—1949 уполномоченный Совета министров СССР по курортам Сочи — Мацеста (места отдыха И. В. Сталина). С 18 ноября 1949 до 10 апреля 1950 возглавлял Управление охраны № 2 ГУО МГБ СССР. В августе 1950 С. Ф. Кузьмичёв был переведён на должность заместителя начальника Управления МГБ Брянской области. Потом работал заместителем начальника Дубравного лагеря МВД. 17 января 1953 года он был арестован МГБ СССР как пособник шпионской деятельности Федосеева И. И., осуждённого в 1950 к ВМН, но расследованием не было установлено, что С. Ф. Кузьмичёв не совершал преступлений, и 10 марта 1953 дело было производством прекращено. После смерти Сталина в марте 1953 освобождён Л. П. Берией и назначен начальник 9-го управления (охрана правительства) МВД СССР. После свержения Л. П. Берии в июне 1953 арестован. В феврале 1954 освобождён.

### Звания
- 28.03.1944, комиссар государственной безопасности;
- 09.07.1945, генерал-майор.

### Награды
- 28.08.1937 — орден Красной Звезды[5]
- 26.04.1940 — орден Красного Знамени[6]
- 20.09.1943 — орден Красного Знамени[7]
- 03.11.1944 — орден Красной Звезды[8]
- 24.02.1945 — орден Отечественной войны 1-й степени[9]
- 16.09.1945 — орден Красного Знамени[10]
- 30.04.1946 — орден Красного Знамени[11]
- 01.06.1951 — орден Ленина[11]
- 11.03.1985 — орден Отечественной войны 1-й степени[11]
- 13.01.1936 — знак «Почетный работник ВЧК-ОГПУ (XV)»[12]
- 23.12.1987 — знак «50 лет пребывания в КПСС»[11].
- 11 медалей[11]